# 中星城
中星城（英語：Zstar Plaza），是一座高端综合性商业中心，位于中国上海市徐汇区浦北路、柳州路口，在徐家汇、上海南站和漕河泾开发区之间，是南徐家汇国际商务区内的首个地标性建筑。。

## 历史
2013年，中星城竣工开业，总建筑面积17万平方米，建筑采用橄榄形双塔设计，由一栋23层五星级酒店、一栋21层5A甲级办公楼和4层购物中心组成，有铂尔曼酒店和家乐福入驻。。